# إيرنيستو كورتي
إيرنيستو كورتي (بالإسبانية: Ernesto Corti)‏ هو لاعب كرة قدم أرجنتيني في مركز الوسط، ولد في 21 مارس 1963 في الأرجنتين. لعب مع ريفر بليت.